# 桂信子賞
桂信子賞（かつらのぶこしょう）は、公益財団法人柿衛文庫が主催する俳句賞。大阪市出身の女性俳人桂信子の資料室を有する同文庫が2009年に設立した賞で、2019年の第11回で終了した。優れた女性俳人に対して贈られる。

## 受賞者一覧
- 第1回（2009年） 黒田杏子
- 第2回（2010年） 文挾夫佐恵
- 第3回（2011年） 西村和子
- 第4回（2012年） 遠山陽子
- 第5回（2013年） 柿本多映
- 第6回（2014年） 坂本宮尾
- 第7回（2015年） 寺井谷子
- 第8回（2016年） 受賞者なし
- 第9回（2017年） 恩田侑布子
- 第10回（2018年） 大石悦子、対馬康子
- 第11回（2019年） 瀬戸内寂聴、神野紗希